# Дан (Німеччина)
Дан (нім. Dahn) — місто в Німеччині, розташоване в землі Рейнланд-Пфальц. Входить до складу району Південно-Західний Пфальц. Адміністративний центр об'єднання громад Данер-Фельзенланд.
Площа — 40,75 км2. Населення становить 4572 ос. (станом на 31 грудня 2020).

## Галерея

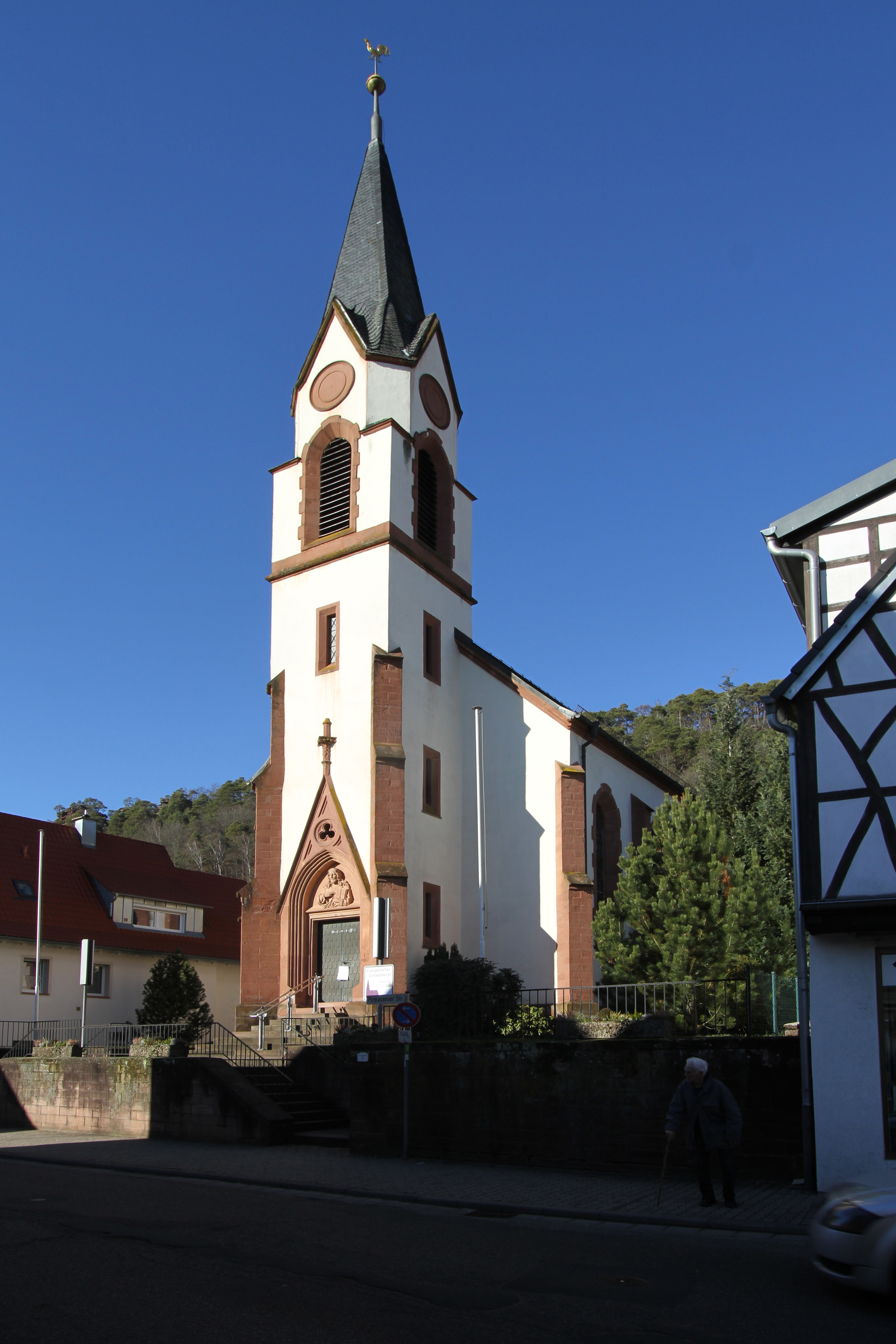
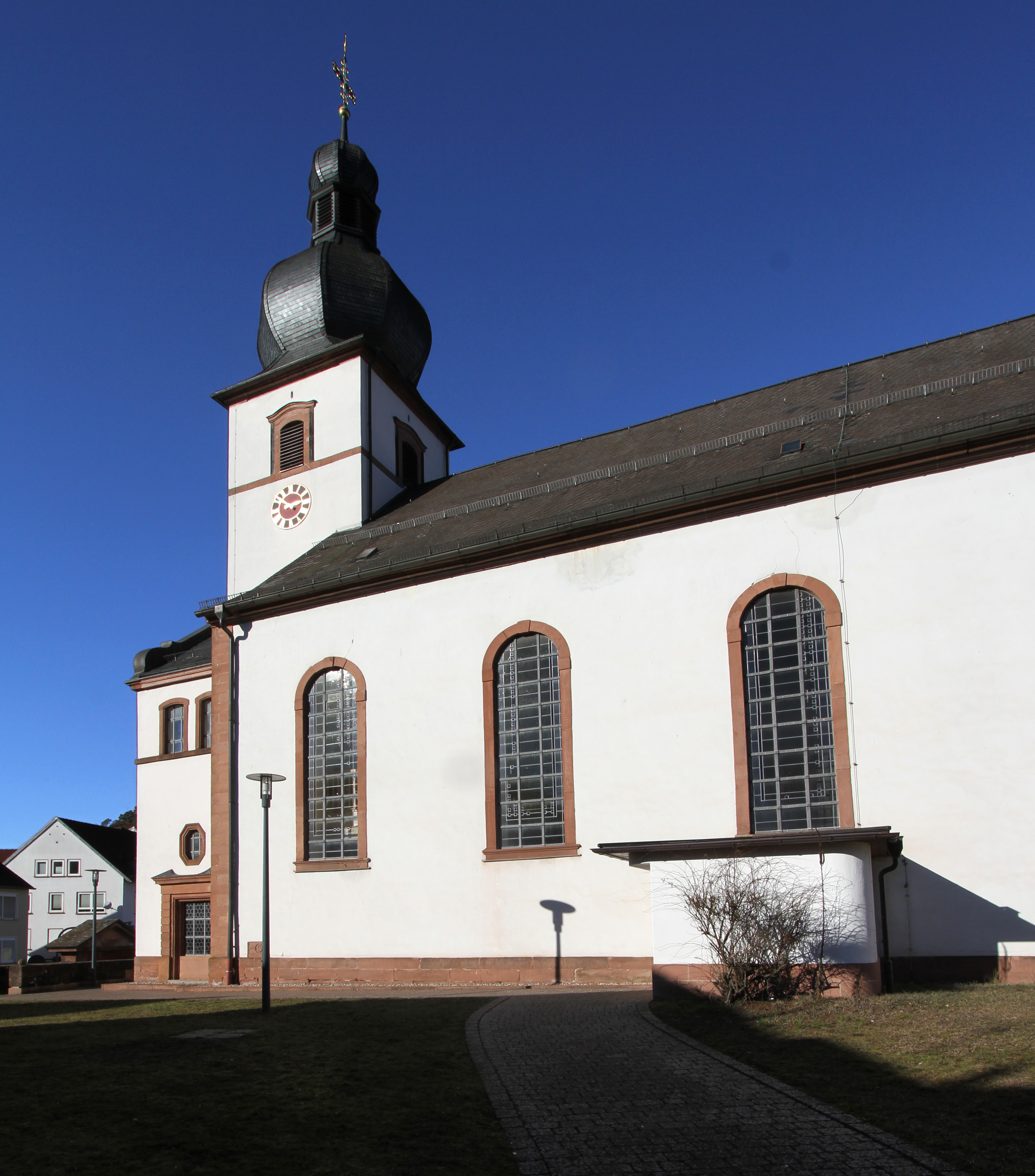
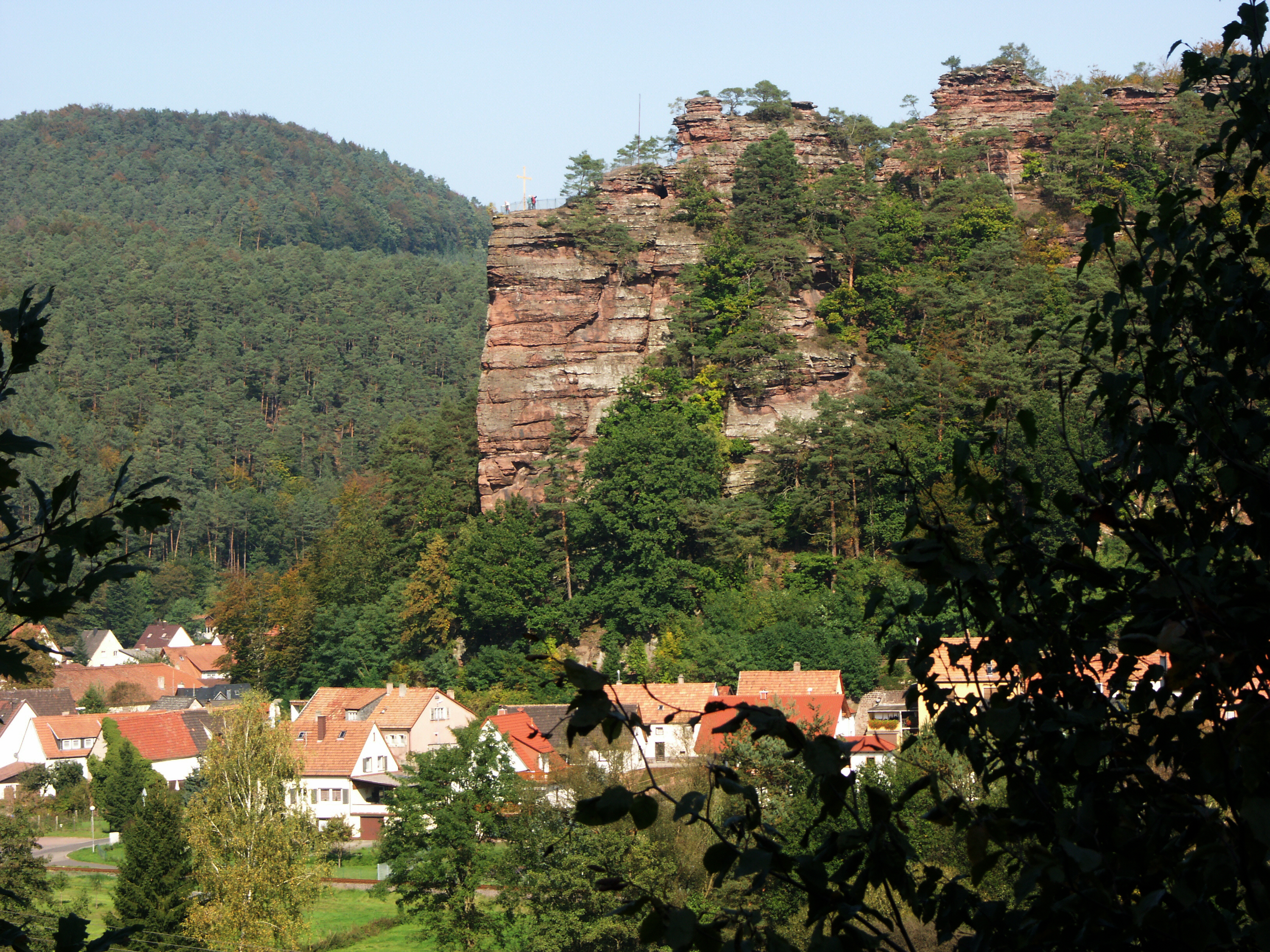
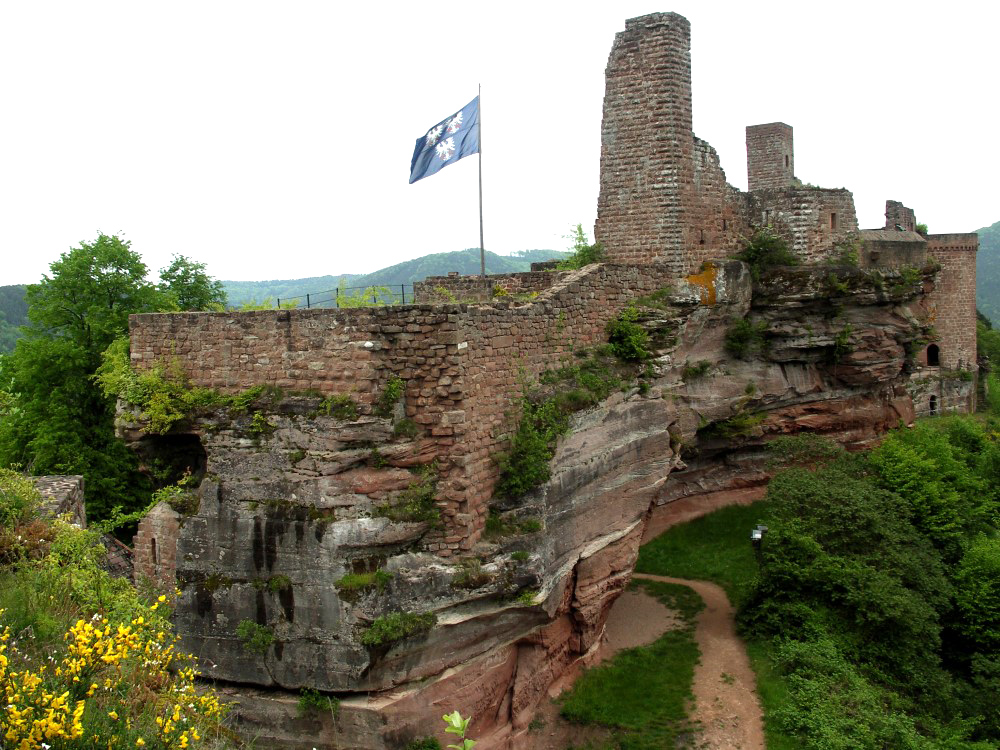
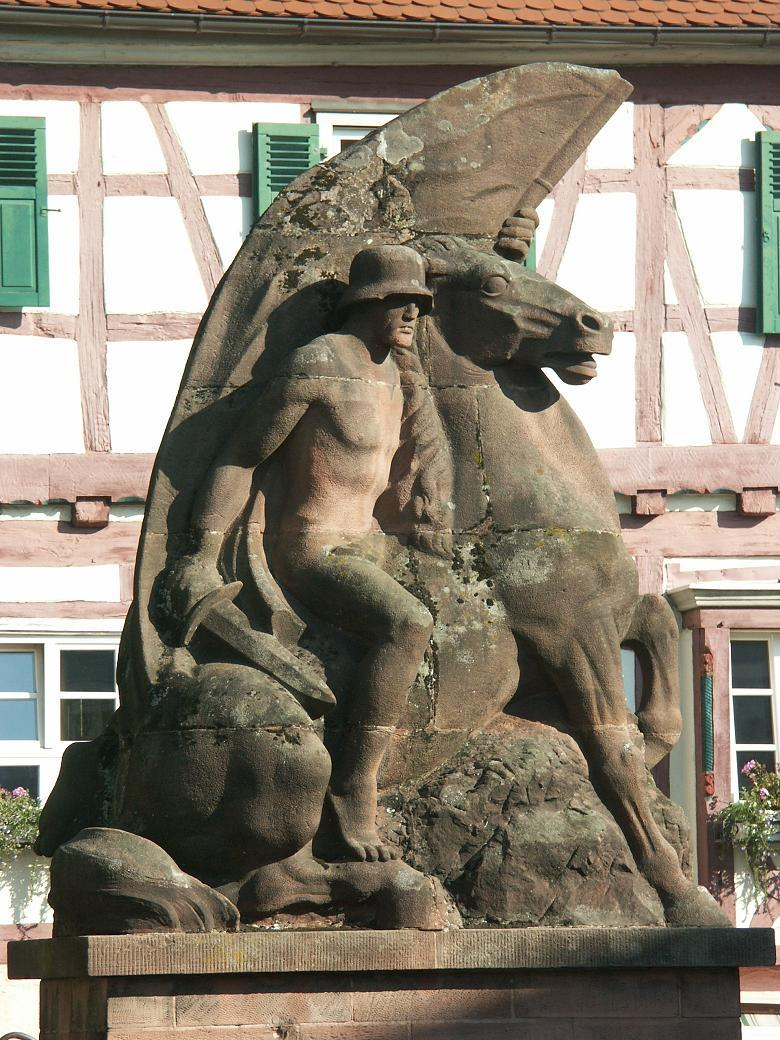
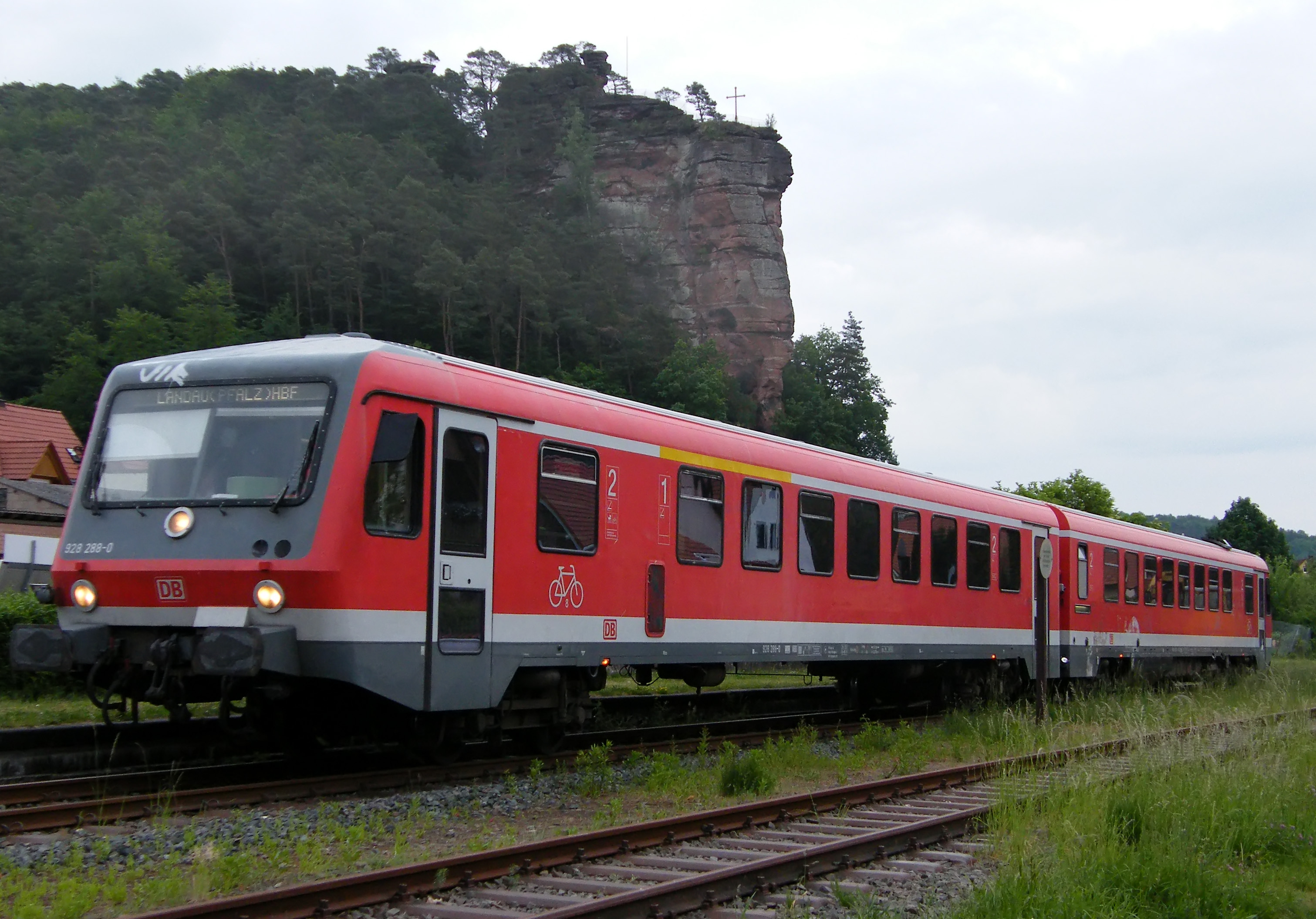